# Prematuur (schaken)
Bij het schaken kan prematuur betekenen:
- een aanval opzetten zonder goed ontwikkelde stukken
- een voorbarige zet

Als een speler een aanval opzet terwijl zijn stukken nog niet ontwikkeld zijn, is dit prematuur: de aanval mislukt, vaak met een averechts effect. Een zet kan ook prematuur zijn, de opbouw van de stelling is dan onvoldoende. In de partij Claude - 0 -Alberic O'Kelly de Galway, gespeeld in 1950 te Saarbrücken, schaakopening Nimzo-Indisch Eco-code E 38, is de zet 9.De5 prematuur: Het verloop van die partij is als volgt: 1.d4 Pf6 2.c4 e6 3.Pc3 Lb4 4.Dc2 c5 5.dxc5 Pa6 6.a3 Lxc3+ 7.Dxc3 Pxc5 8.Lg5 a5 9.De5? (prematuur: nodig is de ontwikkeling van de koningsvleugel!) 9...d6 10.Lxf6 gxf6 11.Df4 e5 12.Dh6? (diagram) (de dame is al vijf keer gespeeld en staat nu buiten spel, zwart bouwt aan een sterke pionnenstelling in het centrum en wit is niet ontwikkeld - in strijd met de Gouden regels). Zwart won de partij in 19 zetten: 12...Db6 13.Tb1 Lf5 14.Dxf6 Lxb1 15.Dxh8+ Ke7 16.Dxa8 Pe4 17.e3 Dxb2 18.Pf3 Dc1+ 19.Ke2 Pc3#
(0-1)